# 7 Göttinnen
7 Göttinnen (auch Zornige indische Göttinnen) ist eine indische Tragikomödie aus dem Jahr 2015 von Filmregisseur Pan Nalin. Der Film hatte auf dem Toronto International Film Festival 2015 Premiere und wurde dort mit dem Publikumspreis ausgezeichnet.

## Handlung
Der Film beginnt, indem einzelne Frauen vorgestellt werden. Frieda ist eine Fotografin, die sich weigert, eine Frau so darzustellen, wie es der Auftraggeber will. Madhurita (Mad) ist eine Sängerin, die mit ihrem eigenen Programm keinen Erfolg hat. Suranjana ist Vorstandsvorsitzende eines Konzerns, der gerade ein neues Bergwerk bauen will. Nargis Nasreen ist Anführerin der Proteste gegen dieses Bauvorhaben. Pamela Jaswal (Pam) ist Ehefrau und Joanna (Jo) ein Bollywood-Filmsternchen.
Nach dem Vorspann versammeln sich, außer Nargis Nasreen, alle Frauen in Goa, wohin sie Frieda eingeladen hat. Suranjana hat ihre Tochter Maya mitgebracht. Im Haus arbeitet Dalit Laxmi mit ihrer Großmutter. Frieda hat keinem erzählt, weshalb sie eingeladen sind, deshalb ist die Verwunderung umso größer, als Jo ein Hochzeitskleid mitbringt. Es wird klar: Frieda lud die Freundinnen ein, da sie heiraten wird. Während die Frauen zusammen einige schöne Tage verbringen, stellt sich heraus, dass fast alle unzufrieden mit ihrem Leben sind. So möchte sich Pam scheiden lassen, Mads Platten verkaufen sich nicht und Jo wird nur als Sexsymbol benutzt. Nach ein paar Tagen stößt Nargis Nasreen dazu, die schon in der Einführung als Hauptkontrahentin Suranjanas vorgestellt wurde. Obwohl Suranjana deshalb wutentbrannt abreisen will, kann Frieda sie dazu bewegen, in Goa zu bleiben. Suranjana und Nargis sprechen sich daraufhin aus.
Jedoch steht von Anfang an die ungeklärte Frage, wen Frieda heiraten wird. In einer Szene in der Frieda nicht spricht, outet sie sich vor den anderen als lesbisch. Es wird klar; sie heiratet Nargis Nasreen. Auf die Nachfrage, wie die beiden das anstellen wollen – da eine Gleichgeschlechtliche Ehe in Indien verboten ist – erzählen die beiden, dass sie sich auf einen Deal mit der Kirche einlassen mussten: sechs Gäste sind bei der Hochzeit zugelassen – der Vater von Frieda kommt nicht, da er sich für seine Tochter schämt.
Auch hegt Laxmi einen Groll gegen einen Barbesitzer namens Toni, der ihren Bruder vor acht Jahren ermordete. Laxmi war die einzige Zeugin und deshalb wird ihre Anhörung immer wieder nach hinten verlegt, weshalb sie jetzt sieben Jahre ohne Gerichtsurteil lebt. Nach einem vereitelten Racheakt in Tonis Bar kauft sich Laxmi eine Waffe und versteckt sie im Haus. Suranjanas Tochter Maya fotografiert das alles mit ihrem iPhone und holt nach Laxmis Abgang die Waffe aus dem Versteck. Sie bedroht unwissentlich ihre Mutter, als sie die geladene Waffe für Suranjana richtet und „Peng“ sagt. Suranjana holt geschockt die Hausherrin Frieda dazu, die Laxmi wütend des Hauses und versteckt die Waffe im Beiseins Suranjanas und Mads in einer Kiste.
Auf dem Weg zu einem Ausflug hat der Wagen von Frieda eine Panne und kommt zum Erliegen. Als die Frauen den Wagen inspizieren wollen, werden sie von einer Gruppe von Männern belästigt und attackiert. Die Frauen können die Männer durch ihre Überzahl in die Flucht schlagen, ärgern sich allerdings hinterher, dass sie keine Beweisvideos von diesem Zwischenfall gemacht haben.
Nachdem sich Laxmi und Frieda wieder vertragen haben, begeben sich alle Frauen am letzten Abend vor der Hochzeit zu einem letzten gemeinsamen Abendessen am Meer. Suranjana beschließt mit einem Anruf, dass das Bauvorhaben der Mine gecancelt sei, und erklärt, sie habe ja noch kein Hochzeitsgeschenk für Frieda und Nasreen gehabt. Im weiteren Verlauf des Abends fangen die Frauen an, sich über Jos britischen Akzent lustig zu machen. Jo trifft das sehr persönlich, weshalb sie irgendwann aufsteht und sagt, sie wolle noch spazieren gehen. Die Frauen sitzen noch weiter am Tisch, während der Abend immer weiter voranschreitet. Als sie aufbrechen wollen, ist Jo immer noch nicht zurückgekehrt und die Frauen lassen Laxmi mit Maya im Jeep sitzen, während sie nach Joanna suchen.
Als Joanna auf Rufen nicht antwortet, nehmen die Frauen Taschenlampen um sie auf dem Strand zu suchen. Sie fragen mehrere Leute, von denen manche meinen Jo gesehen zu haben. Als sie Jo finden, liegt sie schwer verletzt und bewusstlos am Strand. Der Notarzt, der daraufhin gerufen wird, weigert sich irgendwelche Maßnahmen zu ergreifen, sondern erst die Polizei zu rufen, da er den Frauen erklärt, dass Joanna tot ist. Als die Polizei eintrifft, stellt sie den Frauen sehr unpassend erscheinende Fragen. Sie unternimmt keinerlei Versuch den Täter zu finden. Währenddessen stellt Mad fest, dass Suranjana verschwunden ist, und fährt mit den anderen in Panik zum Haus zurück. Dort finden sie die Kiste mit der Waffe offen vor – die Waffe fehlt. Panisch rasen sie zurück zum Strand, wo sie sehen, dass Suranjana die Männer, die sie am Wagen vor einigen Tagen belästigt hatten, als Täter identifiziert hat und in einem Anfall von Selbstjustiz drei der Männer erschießt, woraufhin Mad ihre Waffe nimmt und die restlichen zwei tötet.
Die Kirche am nächsten Tag wird von Joannas Sarg beherrscht, in dem sie – Friedas Brautkleid tragend – aufgebahrt liegt. Durch die vorliegende Vergewaltigung einer Britin in Indien durch indische Männer, gab es ein internationales Medienecho, das viele Trauernde in die Kirche gelockt hat. Während der Trauerreden der Freundinnen taucht der Polizist vom Vorabend auf und erklärt, dass es am Vorabend einen Mordfall mit fünf Toten gab. Er bittet nun die Täterin aufzustehen, damit man der Polizei die Arbeit vereinfachen könne. Er bittet mehrfach eindringlich, dass der Täter aufstehen möge und Nargis Nasreen erhebt sich. Gefolgt von Laxmi und allen anderen Frauen erheben sich nun alle anwesenden in der Kirche. Die letzte, die sich erhebt, ist Suranjanas Tochter Maya.

## Hintergrund
Der Film gilt als Indiens erster weiblicher Buddy-Film. Der Regisseur Pan Nalin hat – laut Angaben der Schauspielerinnen – den Schauspielern die komplette Handlung vorenthalten. Die jeweilige Szene wurde immer mit einem kurzen Gespräch eingeführt und vor laufender Kamera improvisiert. Als Beispiel führten die Schauspielerinnen die Szene an, in der „Jo“ stirbt. Hierfür hatte der Regisseur die Schauspielerin Amrit Maghera für drei Tage von den anderen Schauspielerinnen getrennt. Das erste Mal als die anderen „Jo“/Amrit Maghera sahen, war das vor laufender Kamera.

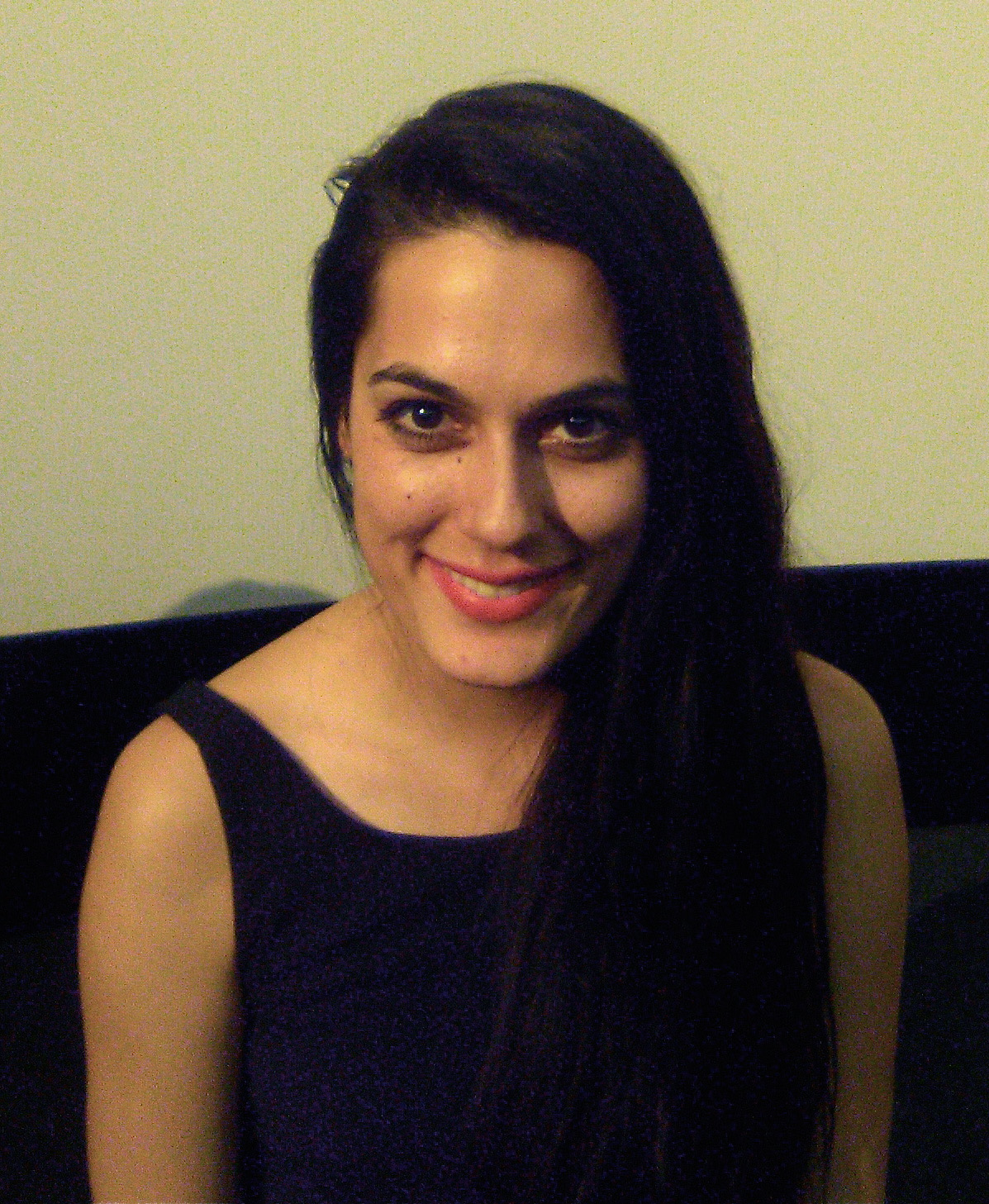
Amrit Maghera als Jo
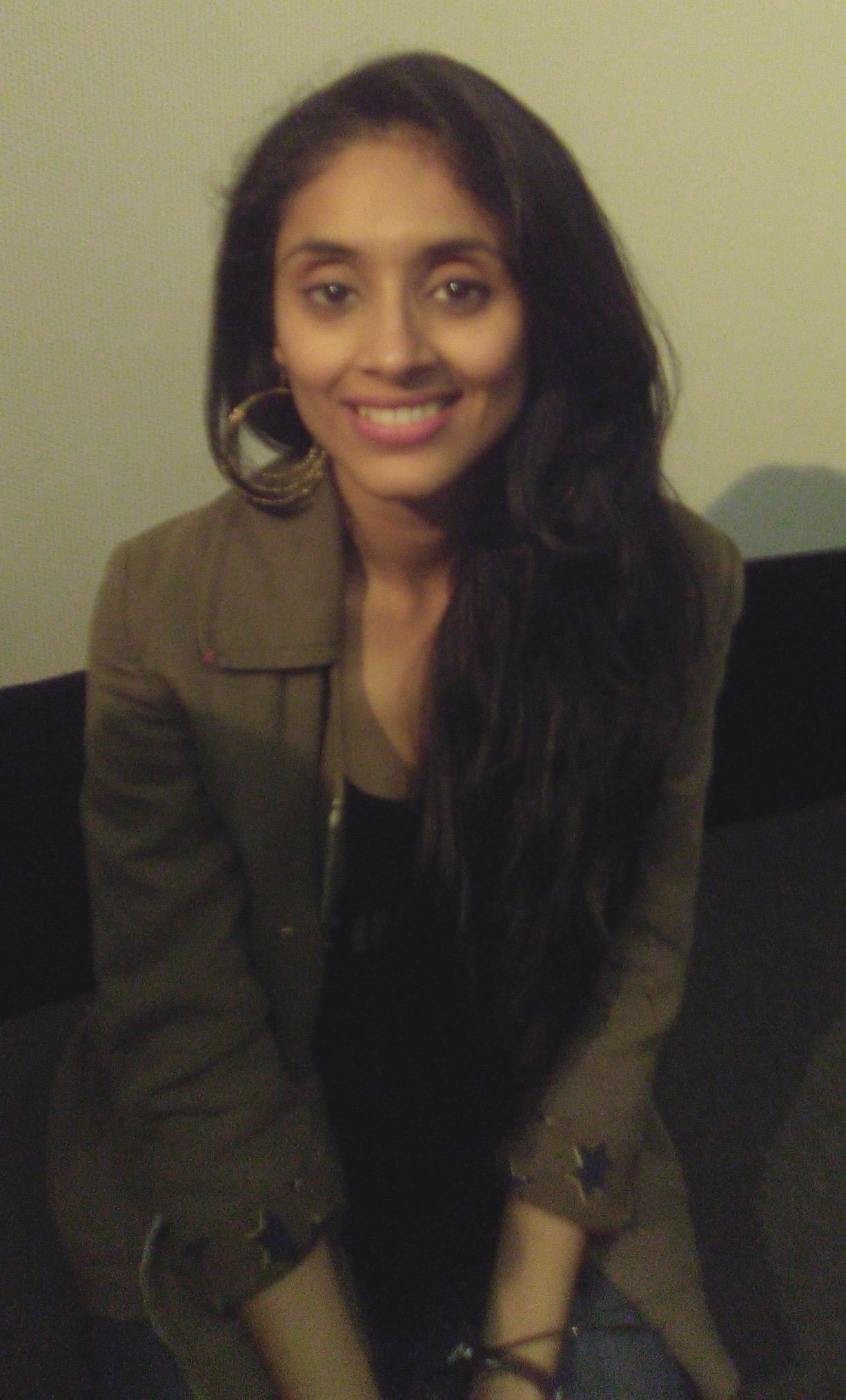
Pavleen Gujral als Pam
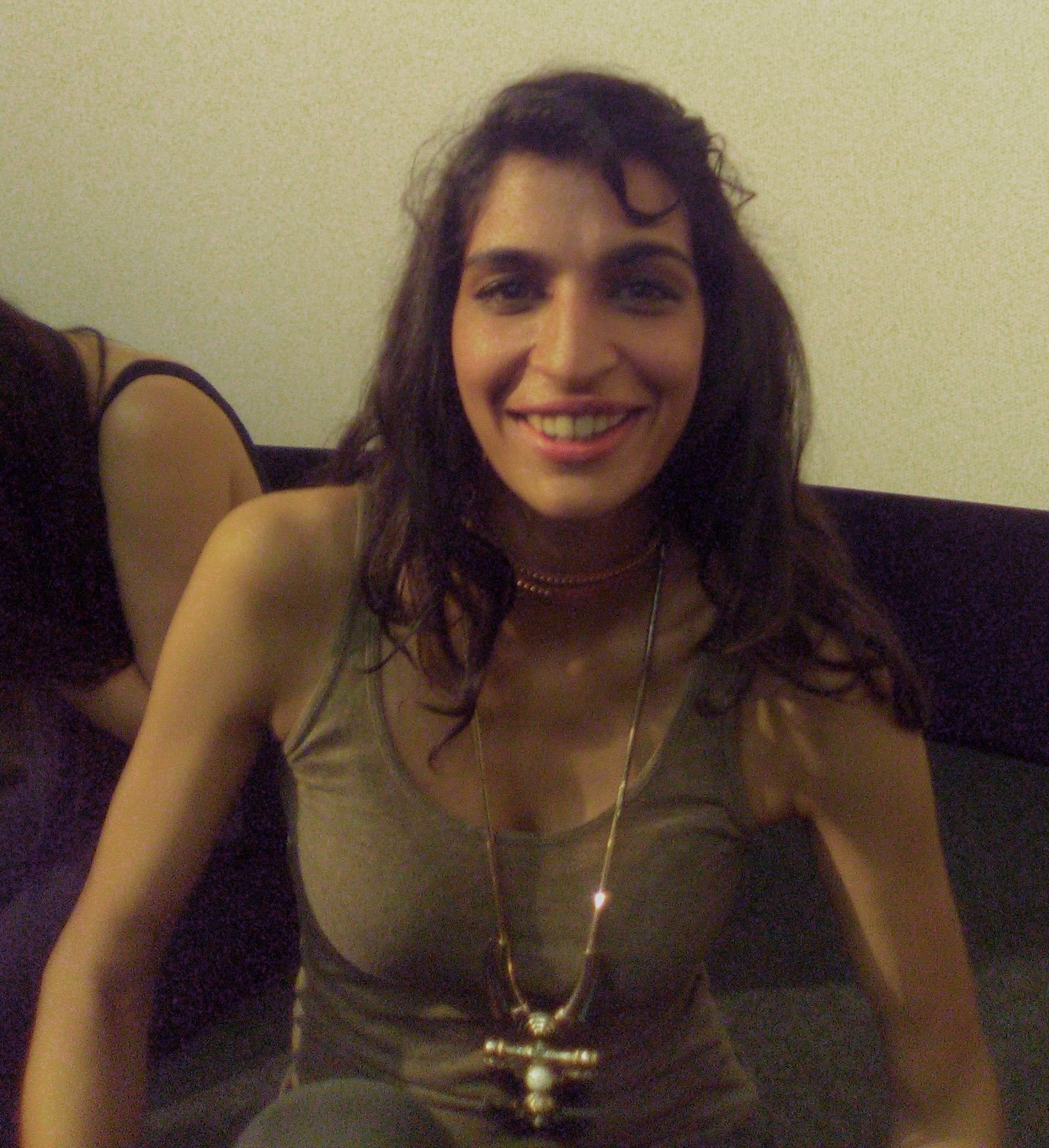
Anushka Manchanda als Mad

## Kritiken
Der Film erhielt gemischte Kritiken.

### Deutschsprachige Kritiken
Hanns-Georg Rodek kritisiert für Die Welt:

„Das Beunruhigende an ‚7 Göttinnen‘ liegt darin, dass der Schrecken in der idyllischen Normalität lauert, auf der Hippie-Insel Goa, mitten im Junggesellinnenabschied. Pan Nalins Film lullt seine Zuschauer erst in die Rosawolkigkeit einer Frauenclique ein und rammt ihnen dann die Faust in den Magen: Nimm das, indische Gesellschaft, wollen doch mal sehen, ob du solch eine Provokation aushältst.“

Bert Rebhandl schreibt für die Frankfurter Allgemeine Zeitung:

„Freida und ihre Freundinnen sind keine Figuren im herkömmlichen Sinn, mit komplizierten Motivationen und eigensinnigen Wünschen. Sie sind wandelnde (Anti-)Thesen in einem agitatorischen Film. Als solcher hat ‚7 Göttinnen‘ seinen Rang und geht er auch zu Recht um die Welt.“

Gunda Bartels schreibt für den Tagesspiegel:

„[…] Insofern geht es zwar völlig in Ordnung, dass Regisseur Nalin […] mit holzschnittartiger Figurenzeichnung und politisch agitierendem Ton den Holzhammer der Überzeichnung schwingt. Schlimm ist jedoch, dass er mit der Sanktionierung von Selbstjustiz die falsche Antwort auf die richtigen Fragen gibt. Und noch dazu Weiblichkeitsmuster bedient, die er aufzulösen vorgibt.“

Christopher Diekhaus bemängelt für Artechock:

„Das Gesehene hinterlässt leider keine bleibende Wirkung, obwohl der Film mit einem diskussionswürdigen Paukenschlag endet. Weniger ist manchmal mehr – eine Phrase trifft hier tatsächlich den Nagel auf den Kopf.“

Pierre Hagmann lobt für die Berner Zeitung die Fröhlichkeit des Films:

„Im Grossen und Ganzen taucht man gerne ab in diese kurzweilig inszenierte Welt eines indischen Schreis nach Lust und Liebe, angetrieben von Frauen, die die Opferrolle satthaben und am Ende doch wieder in genau diese geraten.“

### Internationale Kritiken
Justin Lowe urteilt für den Hollywood Reporter: “Plenty of anger, but not much resolution.” (Justin Lowe: ‘Angry Indian Goddesses’: IFFLA Review, deutsch: „Voller Ärger, aber ohne richtige Lösung.“)
Der Indian Express schließt mit seiner Autorin Shubhra Gupta: “These are flesh-and-blood women, and the film is delightful till they stay that way. Being labelled ‘goddesses’ seems like a ploy to reel in non-Indians looking for exotica, something the director does well. It doesn’t do these lovely ladies any favours.” (Shubhra Gupta: These are flesh-and-blood women, the film is delightful till they stay that way, deutsch: „Diese Frauen sind aus Fleisch und Blut und der Film bleibt gut, solange sie so bleiben. Die Bezeichnung „Göttinnen“ scheint wie ein Trick um nicht-Inder, die auf der Suche nach exotischem sind, anzulocken. Dies tut der Regisseur auch. Und er tut den Damen damit keinen Gefallen“)
Jay Weissberg kritisiert für Variety:

“Nalin has several features and documentaries under his belt, but the way he crams so many issues into “Angry Indian Goddesses” leaves one thinking he must be a novice. It’s a shame, as some of the frank discussions about sexual harassment and the pressures of “respectability” would have sufficed to give the film the social-activist seal of approval.”

„Nalin hat mehrere Spielfilme und Dokumentationen verantwortet, aber so wie er dermaßen viele Themen in „Sieben Göttinnen“ stopft, denkt man, er sei ein Anfänger. Dies ist eine Schande, da einige der offenen Diskussionen über sexuelle Belästigungen und dem Gesellschaftsdruck des „Respekts“ ausgereicht hätten um dem Film ein sozialaktivistisches Siegel zu verpassen.“

## Auszeichnungen
- Publikumspreis auf dem Toronto International Film Festival 2015.[5]
- Publikumspreis auf dem Internationalen Filmfestival von Rom.[15]
- Publikumspreis auf dem Indischen Filmfestival Stuttgart 2016